# Helicóptero de propulsión humana

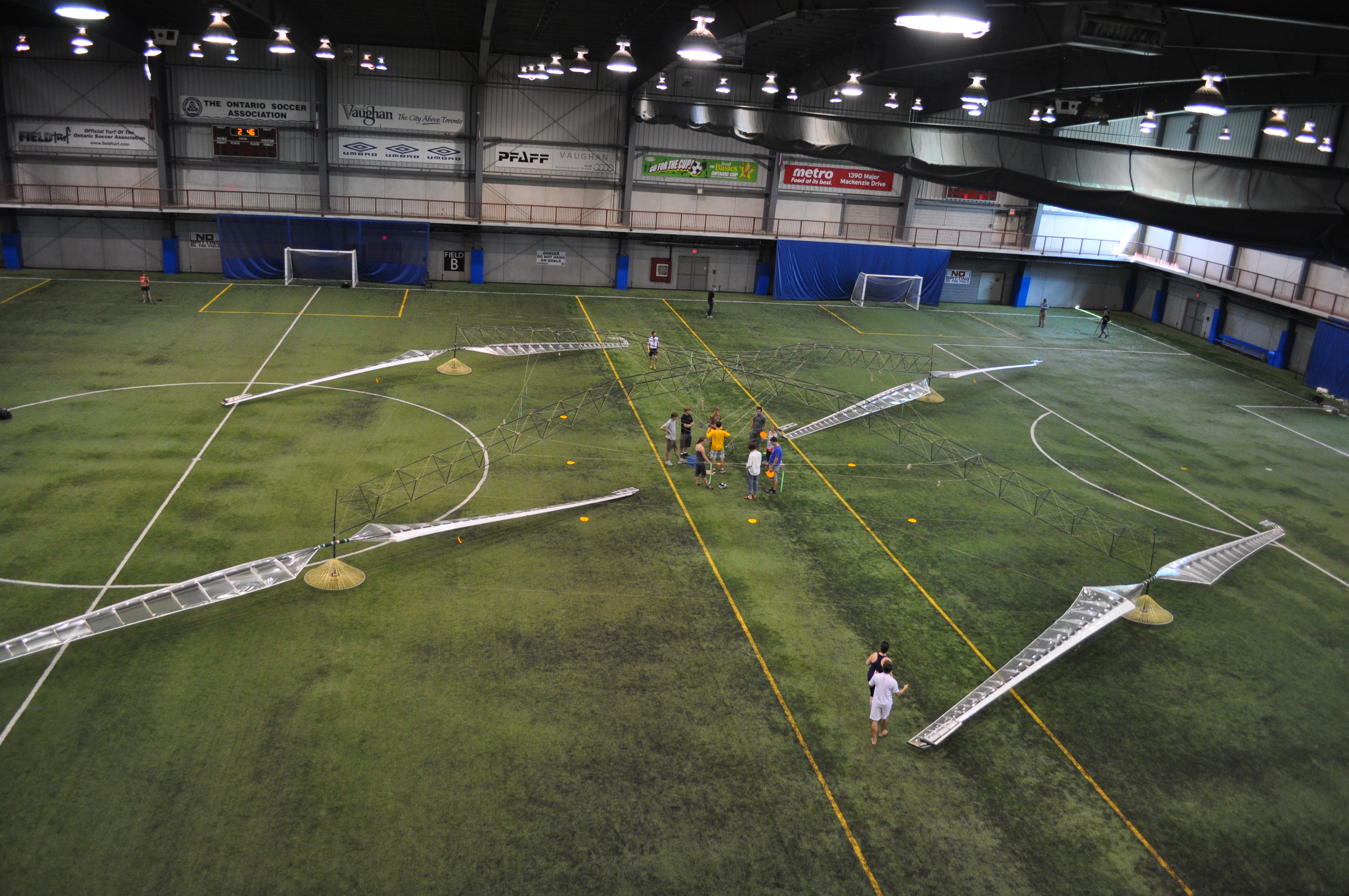
AeroVelo Atlas.

Un helicóptero de propulsión humana es un helicóptero propulsado únicamente por una o más personas que haya a bordo. Al igual que otras aeronaves de propulsión humana, el poder se genera normalmente por el pedaleo. Sigue siendo un desafío de ingeniería considerable para obtener tanto la relación potencia-peso y la eficiencia del rotor requerida para mantener un helicóptero en vuelo.
El 13 de junio de 2013, el AeroVelo Atlas fue el primero en completar un vuelo que duró 64 segundos y alcanzó una altura de 3,3 metros, ganando así el Igor I. Sikorsky Human Powered Helicopter Competition de la American Helicopter Society (AHS) International.
La American Helicopter Society (AHS) International de Igor I. Sikorsky Human Powered Helicopter Competition fue una competencia para lograr el primer vuelo en helicóptero de tracción humana para llegar a una altura de 3 m (10 pies) durante un vuelo que durara por lo menos 60 segundos, sin dejar de ser dentro de unos 10 m (32,8 pies) x 10 m (32,8 pies) cuadrados, y cumplir con otros requisitos de competencia. Fundado en 1980, el premio fue originalmente US$ 10 000, pero se elevó a 250 000 dólares en 2009. Después del aumento, dos equipos - AeroVelo de Canadá y equipo Gamera de Maryland - compitieron para ganar la competencia. Fue ganado por el Atlas AeroVelo para un vuelo que tuvo lugar el 13 de junio de 2013.